# Carlo Tassara
Carlo Tassara S.p.A. var ett stålföretag med säte i Breno, i provinsen Brescia, Italien. Idag är företaget i första hand ett holdingbolag.

## Bolagets uppkomst
- 1865 Philip Tassara började tillverka järn och spik i Fiorino en förstad till Voltri.
- 1865 flyttades produktionen till Voltri, där ett järnbruk var byggd som han kallade "Ricompensa".
- 1875 grundade han ett järnbruk kallat "Stella d'Italia".
- 1996 Metalcam noterades för förvärv av Breda Fucine från Sesto San Giovanni.

## Carlo Tassaras främsta aktuella innehav
- 20.119 % in Mittel spa, holding.
- 48 % Metalcam spa
- 2.206 % Mediobanca
- 2.273 % Assicurazioni Generali
- 5.897 % Intesa San Paolo
- 11.094 % Edison
- 2.857 % ASM Brescia
- 2.282 % UBI Banca
- 2.89 % Monte dei Paschi di Siena
- 1,9 % Telecom Italia
- 2 % in VINCI

## Aktieägare
Bolaget kontrolleras av Argepa ett bolag som skapades år 2000 som säkerhet för Italiens deltagande i Zaleski gruppen.
Cirka 20 % av Argepa ägs av Giuseppe Tassara och hans hustru Carla Dufour.